# المجاعة الهولندية (1944-1945)

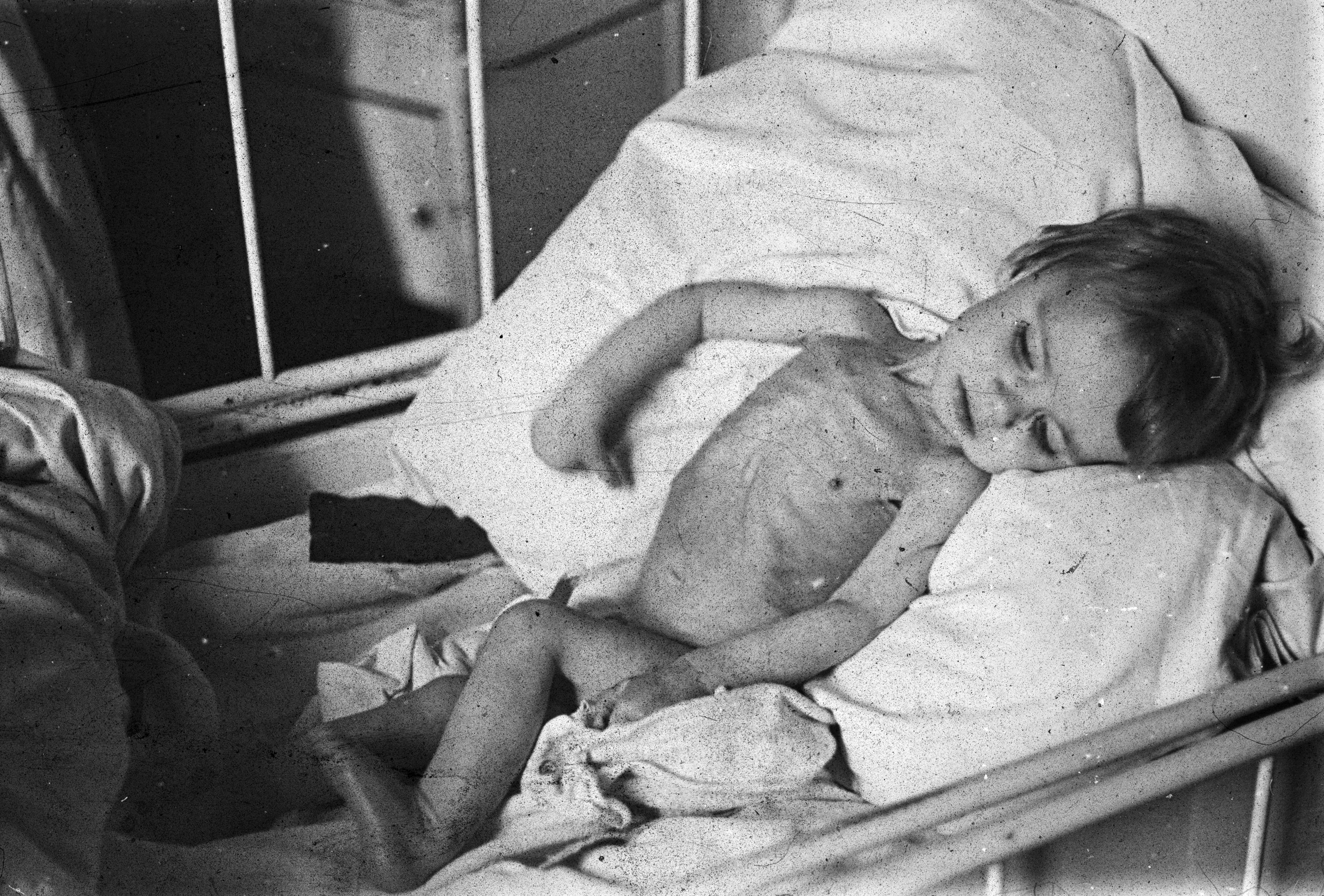
طفلة تعاني من سوء التغذية والنحول في لاهاي خلال المجاعة

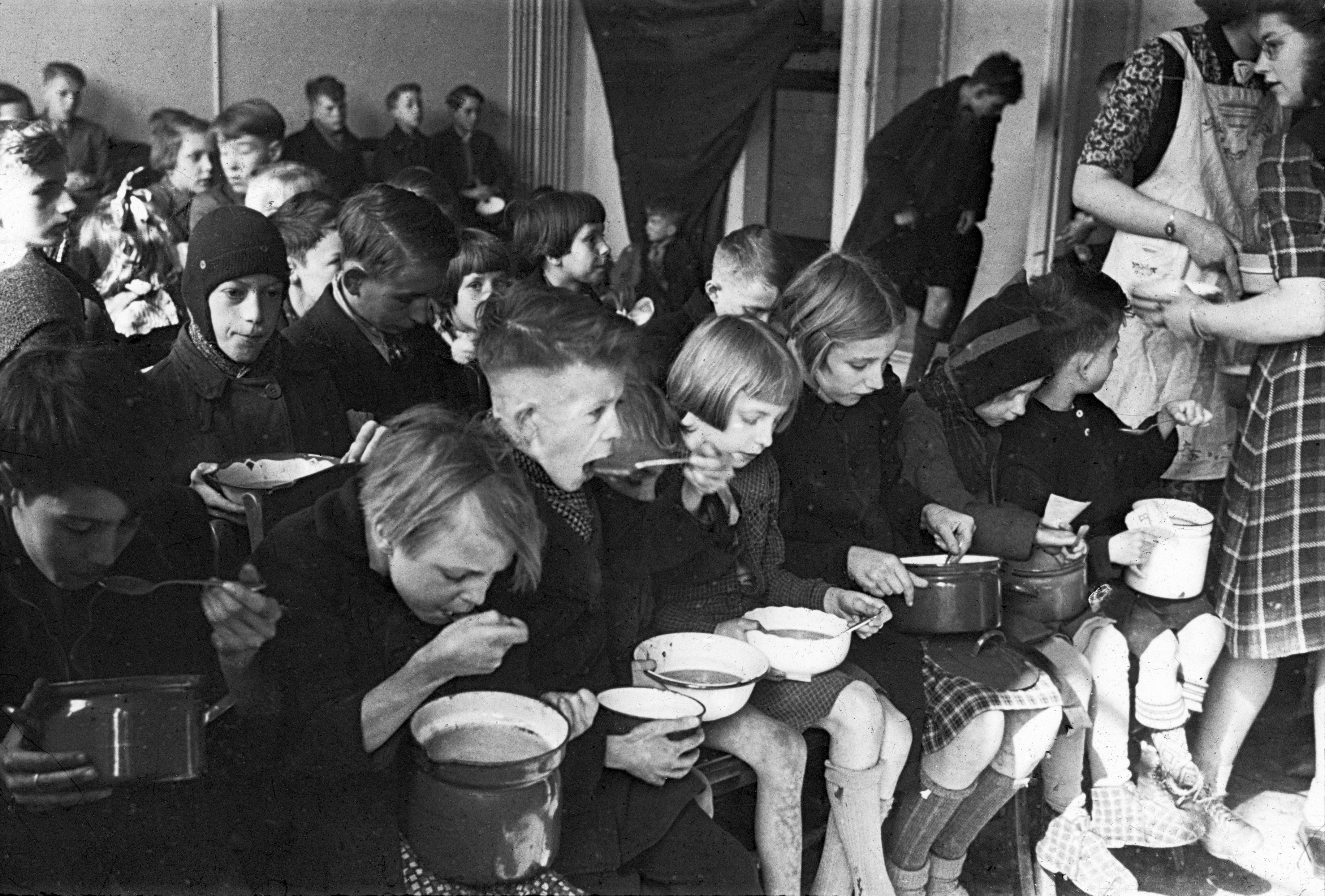
أطفال هولنديون يتناولون الحساء خلال المجاعة التي أصابت البلاد

المجاعة الهولندية (1944-1945)، المعروفة في هولندا باسم مجاعة الشتاء، هي المجاعة التي حصلت أثناء الاحتلال الألماني لهولندا، وخاصة في المقاطعات الغربية المكتظة بالسكان شمال الأنهار الكبرى، خلال شتاء 1944-1945، بالقرب من نهاية الحرب العالمية الثانية.
قطع الحصار الألماني شحنات الغذاء والوقود من المدن الزراعية. تأثر حوالي 4.5 مليون شخص ونجوا بفضل مطابخ الحساء. يقدر لو دي جونغ (1914-2005)، مؤلف مملكة هولندا خلال الحرب العالمية الثانية، أن ما لا يقل عن 22,000 حالة وفاة حدثت جراء المجاعة. قدر مؤلف آخر 18 ألف حالة وفاة بسبب المجاعة. وتفيد التقارير أن معظم الضحايا كانوا من الرجال المسنين والطاعنين في السن.
خُففت المجاعة في المقاطعات التي حررها الحلفاء من الاحتلال في مايو 1945. قبل ذلك، خُبز الخبز من الدقيق الذي شُحن من السويد، ونُقل الغذاء من قبل سلاح الجو الملكي، وسلاح الجو الملكي الكندي، والقوات الجوية لجيش الولايات المتحدة – بموجب اتفاق مع الألمان على أنه إذا لم يطلق الألمان النار على رحلات الإنقاذ، فإن الحلفاء لن يقصفوا المواقع الألمانية – ساعدت هذه الاتفاقية في تخفيف المجاعة. سُميت هذه العمليات بمانا وتشاوهاوند. كما شحنت عملية فاوست المواد غذائية إلى المنطقة.

## الأسباب

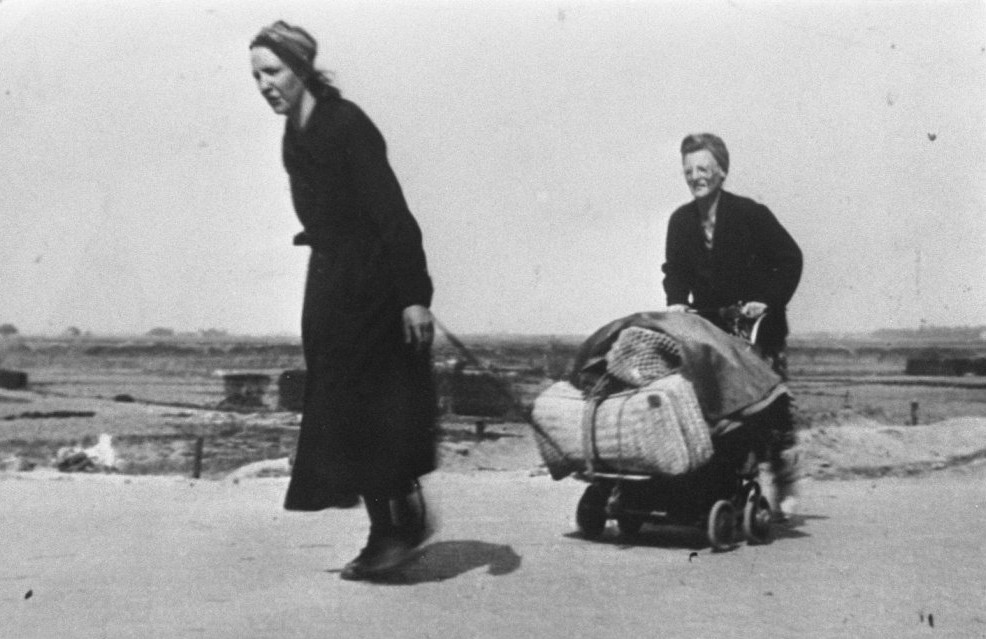
امرأتان هولنديتان تنقلان ما وجدتاه من طعام خلال فترة المجاعة

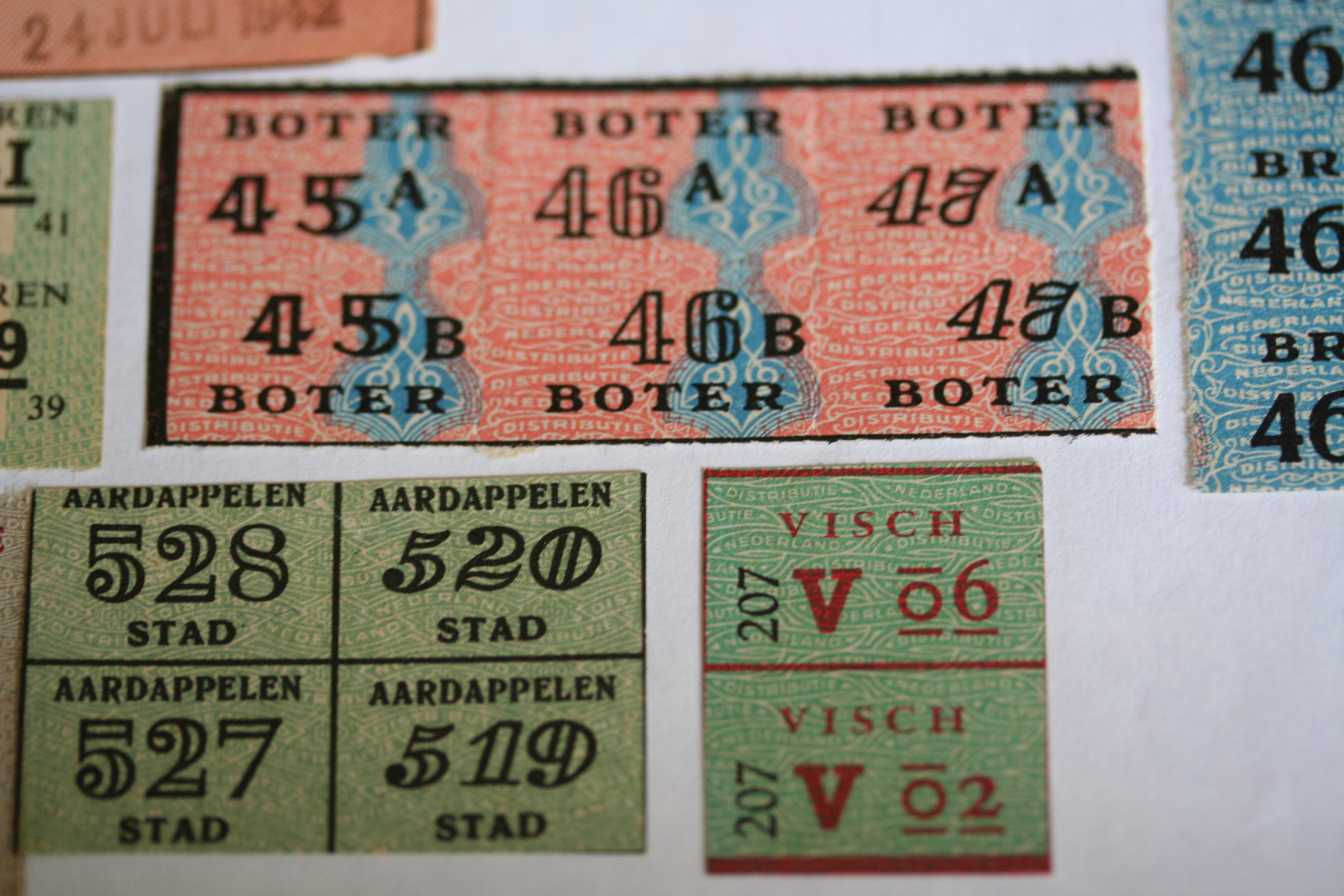
بطاقات تقنينية لتوزيع الغذاء في هولندا خلال الحرب العالمية الثانية

في نهاية الحرب العالمية الثانية، أصبحت إمدادات الغذاء شحيحة بشكل متزايد في هولندا. بعد هبوط قوات الحلفاء في عملية إنزال النورماندي، أصبحت الظروف سيئة بشكل متزايد في هولندا المُحتلة من قبل النازيين. كان الحلفاء قادرين على تحرير الجزء الجنوبي من البلاد، لكن توقفت هذه الجهود بصورة مفاجئة عندما فشلت عملية ماركت غاردن، التي حاولت الاستيلاء على جسر عبر نهر الراين في آرنم.
تأخر توغل الحلفاء في ألمانيا بسبب مشاكل التوريد حيث لم يكن ميناء أنتويرب قابلاً للاستخدام حتى مُسحت المناهج التي اتبعت في معركة سخيلده. لكن مونتغمري أعطى الأولوية لـ «ماركت غاردن»، وللاستيلاء على موانئ القناة الفرنسية مثل بولوني وكاليه ودنكيرك، والتي دُفع عنها بحزم وعانت من عمليات التدمير.
بعد أن امتثلت السكك الحديدية الوطنية لنداء الحكومة الهولندية المنفية بإضراب السكك الحديدية ابتداءً من سبتمبر 1944 لتعزيز جهود  الحلفاء في عمليات التحرير، ردت الإدارة الألمانية   بفرض حظر على جميع عمليات نقل المواد الغذائية إلى غرب هولندا. وبحلول الوقت الذي رُفع فيه الحظر جزئيًا في أوائل نوفمبر 1944، نُقلت المواد الغذائية بشكل ضيق بحرًا، كما بدأ في ذلك الوقت فصل الشتاء المبكر والقاسي بشكل غير عادي. تجمدت القنوات وأصبحت غير قابلة لسير المراكب.

## انتهاء المجاعة
انتهت المجاعة الهولندية بتحرير الحلفاء لغرب هولندا في مايو عام 1945. وقبل ذلك بقليل، وصلت بعض الإعانة  من «الخبز السويدي»، الذي خُبز في هولندا من الدقيق المشحون من السويد. بعد فترة قصيرة من هذه الشحنات، سمح الاحتلال الألماني بإنزال المساعدات الغذائية جوًا على الأراضي الهولندية تحت السيطرة الألمانية بالتنسيق مع سلاح الجو الملكي وسلاح الجو الملكي الكندي من 29 أبريل حتى 7 مايو (عملية مانا)، ومن قبل القوات الجوية لجيش الولايات المتحدة من 1 حتى 8 مايو (عملية تشاوهاوند). وافق الألمان على عدم إطلاق النار على الطائرات التي تحلق في مهام الإنقاذ، ووافق الحلفاء على عدم قصف المواقع الألمانية. شحنت عملية فاوست أيضًا الطعام إلى رينن ابتداء من 2 مايو، باستخدام 200 مركبة. احتل الألمان رينن أيضًا.

## وصلات خارجية
- فيلم هولندي حول المجاعة (يبدأ عند الدقيقة 2:00)
- المجاعة الهولندية (دراسة)
- شتاء الجوع وما تبعها من إغاثات إنسانية قدمها الحلفاء
- تقرير على إذاعة سي بي سي حول المجاعة والارتفاع الفلكي لأسعار المواد الغذائية في هولندا (تاريخ 22 أبريل عام 1945) (بالإنجليزية)